# Triphaenopsis ella
Triphaenopsis ella là một loài bướm đêm trong họ Noctuidae.